# Ala-Arriba!
Ala-Arriba! est un film portugais réalisé par José Leitão de Barros et sorti en 1942.

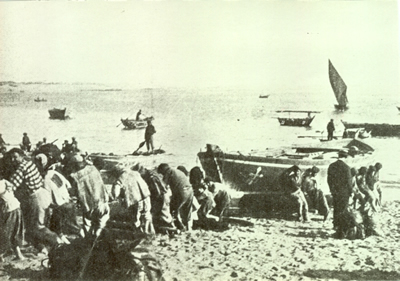
Ala-arriba, action coordonnée pour hisser un bateau sur la berge.

Il s'agit d'un film à visée ethnographique, qui peut être considéré comme une ethnofiction. Le réalisateur fait jouer aux villageois leur propre rôle, et donne une vision réaliste de leur cardre de vie et de leurs traditions. Le film s'intéresse au contexte culturel, et oscille entre le genre documentaire et le drame. Contemporain de Robert Flaherty, José Leitão de Barros est avec lui un des premiers réalisateurs à explorer le genre docufiction en tant que forme narrative.

## Synopsis
La vie dans un village de pêcheurs, avec un amour contrarié entre Julha et João Moço qui sont issus de familles de niveaux sociaux différents, alors que ce genre de mariage n'et pas toléré.

## Fiche technique
- Réalisation : José Leitão de Barros
- Scénario :  Alfredo Cortez, d'après le livre O Poveiro by António dos Santos Graça[2]
- Production : 	Tobis Portuguesa
- Musique : Ruy Coelho
- Distributeur : Internacional Filmes Sonoro Filme
- Durée : 84 minutes ou 92 minutes[3]
- Date de sortie : 15 septembre 1942

## Distribution
- Domingos Gonçalves
- Elsa Bela-Flor
- Luís Pinto
- Maria Mesquita (Olguim)
- Madalena Vilaça

## Production
Le film a été tourné dans le village Póvoa de Varzim au Portugal.

## Distinctions
Le film a remporté la Coupe de la Biennale lors de la Mostra de Venise 1942.